# Ion Arapu
Ion Arapu (* 17. května 1951 Bukurešť) je bývalý rumunský zápasník, volnostylař. V roce 1972 vybojoval na olympijských hrách v Mnichově páté místo v kategorii do 48 kg. V roce 1974 vybojoval čtvrté, v roce 1976 a 1978 páté a v roce 1980 obsadil 10 místo na mistrovství Evropy, vše v kategorii do 52 kg.